# Троицкий, Сергей Викторович
Сергей Викторович Троицкий (14 марта 1878, Томск, Российская империя — 27 ноября 1972, Белград, Югославия) — русский и сербский православный богослов-канонист и церковный историк, автор ряда работ по церковному праву, доктор церковного права (1961).

## Биография и взгляды
Родился в семье священника. В 1900 году окончил Санкт-Петербургский археологический институт, а в 1901 году — Санкт-Петербургскую духовную академию со степенью кандидата богословия.
Преподаватель в Александро-Невском духовном училище, с 1913 года магистр канонического права.
В 1913 году был командирован на Афон в распоряжение архиепископа Никона (Рождественского) для расследования «имябожничества».
С 1915 года чиновник особых поручений при обер-прокуроре Синода, сверхштатный член Издательской комиссии Училищного совета при Синоде, статский советник.
В 1917-1918 годах делопроизводитель VIII отдела Предсоборного совета, делопроизводитель II, XIX и XX отделов Всероссийского Поместного Собора, член Всеукраинского Собора.
В 1919 году преподавал в Новороссийском университете.
В 1920 году эмигрировал в Королевство Сербов, Хорватов и Словенцев. Профессор Белградского университета (1920—1928 и 1941—1945); профессор в Суботице (1929—1941). Преподавал церковное право в Свято-Сергиевском богословском институте в Париже (1928—1930). Сотрудник Сербской академии наук.
После Второй мировой войны, в вопросах юрисдикционных размежеваний решительно стал на сторону Московского Патриархата, ведя активную богословскую полемику против «карловацкого раскола» (Архиерейского Синода Русской Зарубежной Церкви).
В 1947—1948 годах читал лекции по кафедре Церковного права в Московской Духовной академии и состоял членом Отдела внешних церковных сношений Московского Патриархата.
В 1961 году работал в редакции «Журнала Московской Патриархии».
Протопресвитер РПЦЗ (впоследствии епископ) Георгий Граббе, в связи с выходом в 1960 году книги Троицкого «О неправде карловацкого раскола», изданной Западноевропейским Экзархатом Московского Патриархата, свидетельствовал об авторе, с которым сотрудничал в эмиграции в течение ряда лет: «Будучи единственным русским специалистом канонистом за рубежом, он естественно приобрёл в этой области такой большой авторитет, которого, может быть, не имел бы у себя на Родине при нормальных условиях. Во всяком случае, к нему неоднократно обращались русские иерархи по ряду вопросов. <…> Никто другой, как именно С. В. Троицкий расставил в своё время вехи того пути, по которому идёт каноническая мысль покойного протопресвитера М. Польского в его книге „Каноническое положение Высшей Церковной Власти в СССР и Заграницей“ (Джорданвилль, 1948 г.) и каждого из нас, защитников прав свободы Русской Церкви за рубежом. <…> С. В. Троицкий вместе со мной, протоиереем Ломако и Т. Аметистовым был в 1936 г. одним из канонических советников при выработке Совещанием, созванным Патриархом Сербским Варнавой, Временного Положения о Русской Православной Церкви Заграницей. Был он и членом Второго всезарубежного Собора в августе 1938 года. Он был членом комиссии, чрез которую проходил мой доклад „Переход митрополита Евлогия в юрисдикцию Константинопольского Патриарха“ и докладывал в пленуме проект резолюции, составленной мною на основании этого доклада и суждений комиссии. Итак, С. В. Троицкий теперь утверждает то, что отрицал и с чем боролся ранее сам. Пишет он это, не отрекаясь от своих прежних статей и записок, а умалчивая о их содержании».
Скончался 27 ноября 1972 года. Погребён на Новом кладбище в Белграде.
Правнук — сербский теннисист Виктор Троицки.

## Публикации
книги и отдельные издания
- Церковный собор и миряне . — Санкт-Петербург : тип. М. Меркушева, 1905. — 20 с.
- Что такое модернизм: Энциклика Пия Х «Pascendi dominici gregis» и ее значение.— Санкт-Петербург : тип. Монтвида, 1908. — 66 с.;
- Содержание инославного и православного духовенства за границей. — Санкт-Петербург : Синод. тип., [1910]. — 68 с.; 25
- Диакониссы в Русской Церкви. — СПб.: Синодальная типография, 1912. — 352 с.
- Борьба против веры во французской школе : [Речь на торжественном собрании С.-Петерб. братства пресвятой богородицы в доме обер-прокурора Святейшего синода, 23 апр. 1912 г. — Санкт-Петербург : Синод. тип., 1912. — 32 с.; 25.
- Второбрачие клириков: Историко-каноническое исследование. — Санкт-Петербург : Синод. тип., 1912. — VIII, 286, [1] с.;
- К вопросу о второбрачии клириков : Речь, сказ. пред защитой дис.: «Второбрачие клириков». — [Киев] : тип. АО «Петр Барский в Киеве», [1913]. — 11 с.; 24.
- Защита христианства на Западе. — Санкт-Петербург : Синод. тип., 1913. — X, [2], 291 с.
- Учение св. Григория Нисского об именах божиих и «относительное» поклонение. — Санкт-Петербург : тип. Алекс.-Нев. о-ва трезвости, 1914. — 16 с.
- Об именах божиих и имябожниках. — Санкт-Петербург : Синод. тип., 1914. — VIII, 200, XXVII с.
- Учение афонских имябожников и его разбор. — Санкт-Петербург: В. М. Скворцов, 1914. — 22 с.
- Как живут и страдают православные и униаты в Австро-Венгрии : С прил. карты. — Петроград : Синод. тип., 1914. — 96 с.
- В защиту православной веры : (Ответ католич. полемисту И. А. Забужному). — Петроград : Синод. тип., 1915 (обл.1916). — 482, II с. — (Издательский совет при Святейшем синоде. Библиотека; 2. Кн. 5)
- Духовенство древней церкви в борьбе с народным горем и нуждой. — Петроград : Изд. сов. при Святейшем синоде, 1915. — 128 с.
- К истории борьбы с афонской смутой : (Ответ В. М. Скворцову). — Петроград : Синод. тип., 1916. — 32 с.
- Христианское учение о частной собственности. — Петроград : Изд. сов. при Святейшем синоде, 1917. — 30, [1] с.; 17.
- Веские голоса на Западе в защиту религиозного обучения в школе. — Петроград : Изд. сов. при Св. синоде, 1917. — 31 с.
- Что такое Живая Церковь. — Варшава: Синодальная типография, 1927. — 82 с.
- Religion in the Soviet Union. — London, 1929.
- Как закрываются церкви в советской России. — Белград, 1931. — 35 с.
- Нелегальное кровное родство как препятствие к браку. — Белград, 1931.
- Святой Сава и славянство. — Новый Сад, 1929. — 11 с.
- Почему и как закрываются храмы в советской России. — Белград : [б. и.], 1930. — 54 с.;
- Размежевание или раскол. — Paris : YMCA-press, 1932. — 150 с.
- Црквена јурисдикција над Православном диаспором. — Сремски Карловцы, 1932.
- Христианская философия брака. — Paris : YMCA-press, 1933. — 127 с.
  - Христианская философия брака. — Клин : Христиан. жизнь, 2001. — 221, [2] с.
  - Христианская философия брака. — Москва : ФИВ, 2015. — 302, [1] с. : портр.; 22 см. — (Серия «Православная жизнь»).; ISBN 978-5-91862-026-7 : 1000 экз.
- Наследство епископа в православной Церкви. — Любляна, 1936.
- De l’autocéphalie dans l'Église / S. Troïtzky. — Paris : Éd. du Conseil auprès de l’Exarque, 1952. — 23, [1] с.
- How should the Kormchaya of St. Sava be dated? — Beograd, 1959.
- О неправде карловацкого раскола. — Париж, 1960. — 148 с.
  - О неправде Карловацкого раскола: Разбор кн. прот. М. Польского «Канонич. положения высш. церков. власти в СССР и заграницей». — М.: Моск. Патриархия, 1992. — 127,[1] с.
- О святости брака. — Прага, 1967.
- Учение св. Григория Нисского об именах божиих и имябожники. — Краснодар, 2002. — 308, [2] с.; 20 см. — (Библиотека Свято-Ильинского храма).; ISBN 5-8209-0194-0
- Единство Церкви. — Москва : Изд-во М. В. Смолина (ФИВ), 2016. — 727 с.; 22 см. — (Серия «Православная мысль»).; ISBN 978-5-91862-032-8
- Положение Русской Церкви в Югославии. — Белград, 1940.
- Диакониссы в Православной Церкви. — СПб.: Синодальная типография, 1912. — 352 с.

статьи
- Что же такое брак? // Странник. 1904. № 2.
- Еврейский храм в Египте; Новооткрытый отрывок Евангелия; Новооткрытые изречения Спасителя // Христианское чтение. 1908. № 1, 7–9.
- Библейское богословие в католических семинариях // Церковные ведомости. 1908. № 40.
- К вопросу об изучении новозаветного греческого текста в духовной школе // Церковные ведомости. 1909. № 5.
- Новейшие открытия в области библейской истории // Странник. 1910. № 2
- Митрополит Сергий и примирение русской диаспоры // Русско-американский православный вестник. — 1936. — № 9
  - Митрополит Сергий и примирение русской диаспоры / С. Троицкий. — Сремские Карловцы : [б. и.], 1937. — 12 л.;
- О границах распространения права власти Константинопольской Патриархии на «Диаспору» // Журнал Московской Патриархии. М., 1947. № 11. стр. 34-45.
- Где и в чем главная опасность? // Журнал Московской Патриархии. М., 1947. № 12. стр. 31-42.
- Идеология Карловацкого раскола // Журнал Московской Патриархии. М., 1948. № 2. стр. 43-50.
- О церковной автокефалии // Журнал Московской Патриархии. М., 1948. № 7. стр. 33-54.
- Единство Церкви // Журнал Московской Патриархии. М., 1948. № 8. стр. 68-70.
- Великое преступление // Журнал Московской Патриархии. М., 1949. № 2. стр. 37-43.
- По поводу неудачной защиты ложной теории // Журнал Московской Патриархии. М., 1949. № 12. стр. 29-54.
- Будем вместе бороться с опасностью // Журнал Московской Патриархии. М., 1950. № 2. стр. 36-51.
- Как привести к концу возникший спор? // Журнал Московской Патриархии. М., 1950. № 3. стр. 45-57.
- Ecclesiologie orthodoxe // Вестник Русского Западно-Европейского Патриаршего Экзархата. М., 1951. № 7-8. стр. 49-55.
- Экклезиология парижского раскола // Вестник Русского Западно-Европейского Патриаршего Экзархата. М., 1951. № 7-8. стр. 10-33.
- L’autocephalie ecclesiastique // Вестник Русского Западно-Европейского Патриаршего Экзархата. М., 1952. № 11. стр. 12-30; № 12. стр. 32-36.
- Теократия или цезаропапизм // Вестник Русского Западно-Европейского Патриаршего Экзархата. М., 1953. № 16. стр. 196—206.
- Théocratie ou césaropapisme // Вестник Русского Западно-Европейского Патриаршего Экзархата. М., 1954. № 19. стр. 165—177.
- Неудачная защита неправды [притязаний Константинопольской Церкви на вселенскую юрисдикцию над православной диаспорой] // Вестник Русского Западно-Европейского Патриаршего Экзархата. М., 1954. № 20. стр. 192—199.
- Каноны и восточный папизм // Вестник Русского Западно-Европейского Патриаршего Экзархата. М., 1955. № 22. стр. 120—131.
- Византийские номоканоны, их сербские коррективы и дело патриарха Никона // Вестник Русского Западно-Европейского Патриаршего Экзархата. М., 1955. № 23. стр. 193—213.
- Великий борец за единство православного мира (святой Савва, архиепископ Сербский) // Журнал Московской Патриархии. М., 1956. № 11. стр. 67-71.
- О единстве Церкви // Вестник Русского Западно-Европейского Патриаршего Экзархата. М., 1957. № 26. стр. 101—110.
- Апостол славянства св. Мефодий как канонист // Журнал Московской Патриархии. М., 1958. № 3. стр. 38-51.
- Из истории спора Старого Рима с Новым // Вестник Русского Западно-Европейского Патриаршего Экзархата. М., 1959. № 29. стр. 38-59.
- Халкидонский собор и восточный папизм // Вестник Русского Западно-Европейского Патриаршего Экзархата. М., 1959. № 32. стр. 255—268.
- О смысле 9-го и 17-го канонов Халкидонского Собора // Журнал Московской Патриархии. М., 1961. № 2. стр. 57-65.
- Кто включил папистическую схолию в православную Кормчую // Богословские труды. М., 1961. № 2. стр. 5-61.
- Св. Мефодий как славянский законодатель // Богословские труды. М., 1961. № 2. стр. 83-141.
- Святой Мефодий как славянский законодатель // Журнал Московской Патриархии. М., 1961. № 12. стр. 49-59.
- Святой Мефодий или болгарский князь Борис составил Закон судный людем? // Богословские труды. М., 1969. № 4. стр. 117—126.
- Правовая история монашества // Журнал Московской Патриархии. М., 1973. № 12. стр. 61-68.
- Афон и международное право // Богословские труды. М., 1997. № 33. стр. 141—154.
- История самочинной карловацкой организации // Церковно-исторический вестник. — 2001. — № 8. — С. 18-68
- Восточные диакониссы Магна и Марфана и западная церковнослужительница Эферия
- Церковнослужительницы в Православной Церкви
- Святой Исидор Пелусиот